# Centris ruthannae
Centris ruthannae là một loài Hymenoptera trong họ Apidae. Loài này được Snelling mô tả khoa học năm 1966.